# اوتلان-الکتوران
شهر اوتلان-الکتوران (به فرانسوی: Houthalen-Helchteren) در شهرستان مزک  در استان لمبورگ  در منطقه فلاندری در کشور بلژیک واقع شده‌است.